# Leonardo Fernández
Leonardo Fernández, né le 8 novembre 1998 à Montevideo en Uruguay, est un footballeur uruguayen qui évolue au poste de milieu offensif au CA Peñarol.

## Biographie

### CA Fénix
Natif de Montevideo en Uruguay, Leonardo Fernández est formé par l'un des clubs de la capitale uruguayenne, le CA Fénix. Il débute en professionnel le 31 mai 2015, lors d'un match face au CA Peñarol en championnat. Il entre en cours de partie et Fénix s'incline sur le score de deux buts à zéro ce jour-là. Le 25 mars 2017, il inscrit son premier but en professionnel, lors d'un match de championnat face à El Tanque Sisley. Il entre en cours de jeu et donne la victoire à son équipes dans les derniers instants du match (2-1).

### Passage au Mexique et prêts
Le 24 juin 2019, il rejoint le Mexique en s'engageant avec le Tigres UANL et est prêté dans la foulée à l'Universidad de Chile au Chili.
En décembre 2019, il est à nouveau prêté, cette fois au Deportivo Toluca. Avec cette équipe il se fait remarquer en réalisant un doublé le 2 février 2020 face au CD Cruz Azul (3-3 score final).
Le 4 juillet 2023, Leonardo Fernández prend la direction du Brésil afin de s'engager en faveur du Fluminense FC. Il rejoint le club sous la forme d'un prêt jusqu'en juin 2024.